# Wahlstedt
Wahlstedt è una città di 9 958 abitanti dello Schleswig-Holstein, in Germania.

Appartiene al circondario (Kreis) di Segeberg (targa SE).